# 127 (число)
127 (сто двадцать семь) — натуральное число, расположенное между числами 126 и 128.

## В математике
- 31-е простое число[1] ↓113, ↑131
- Четвёртое простое число Мерсенна ({\displaystyle 2^{7}-1}) ↓31, ↑8191
- Седьмое число Моцкина.
- Одно из четырёх известных (на 29 сентября 2015 года)[2] простых Моцкина(2, 127, 15511, 953467954114363).
- Одно из четырёх известных [3] простых двойных чисел Мерсенна (Каталана-Мерсенна) (7, 127, 2147483647, 170141183460469231731687303715884105727).
- 68-е негипотенузное число [4]
- Первое замечательное число Фридмана 127 = −1 + 27
- 127 — нечётное трёхзначное число.
- Сумма цифр этого числа — 10.
- Произведение цифр этого числа — 14.
- Квадрат числа 127 — 16 129.
- Одиозное число
- Недостаточное число

## В Библии
- 127 — в книге Бытия (Быт. 23:1) число лет жизни Сарры.
- 127 — в книге Есфири (Есф. 9:30) число областей Артаксерксова царства.

## В других областях
- 127 год.
- 127 год до н. э.
- У127 — официальный паровоз Ленина.
- ASCII-код управляющего символа DEL.
- Максимальное положительное число для типа данных signed char (знаковый байт) для компьютеров с 8-битовым байтом.
- 127 вольт — напряжение в электрической сети в СССР до 1960-х годов.
- Иероглиф «лэй» 耒 — плуг. (127 графический ключ) (см. город Лэйян).
- 127.0.0.1 — стандартный адрес «внутренней петли».
- 127 — индекс одного из почтовых районов Москвы.
- 127 х 127 — размер страниц межзвёздного радиопослания Cosmic Call 1999, http://www.plover.com/misc/Dumas-Dutil/messages.pdf Архивная копия от 20 декабря 2016 на Wayback Machine.

## В искусстве
- 127 часов провёл в заточении любитель-скалолаз из фильма Дэнни Бойла.
- Бой-группа NCT127